# Fayé
Le Fayé est un sommet du massif des Vosges dans le Territoire de Belfort culminant 916 mètres d'altitude.

## Toponymie
Il est possible que le nom Fayé viennent du mot « foyard », ancienne appellation du hêtre[réf. nécessaire].

## Géographie
Il se trouve à la limite des communes d'Étueffont et de Grosmagny, et constitue leur point culminant (916 m).
Plusieurs ruisseaux prennent leur source dans le Fayé : la Goutte du Sape, la Rougegoutte et le Quet au sud-ouest, la Goutte du Perche au nord.

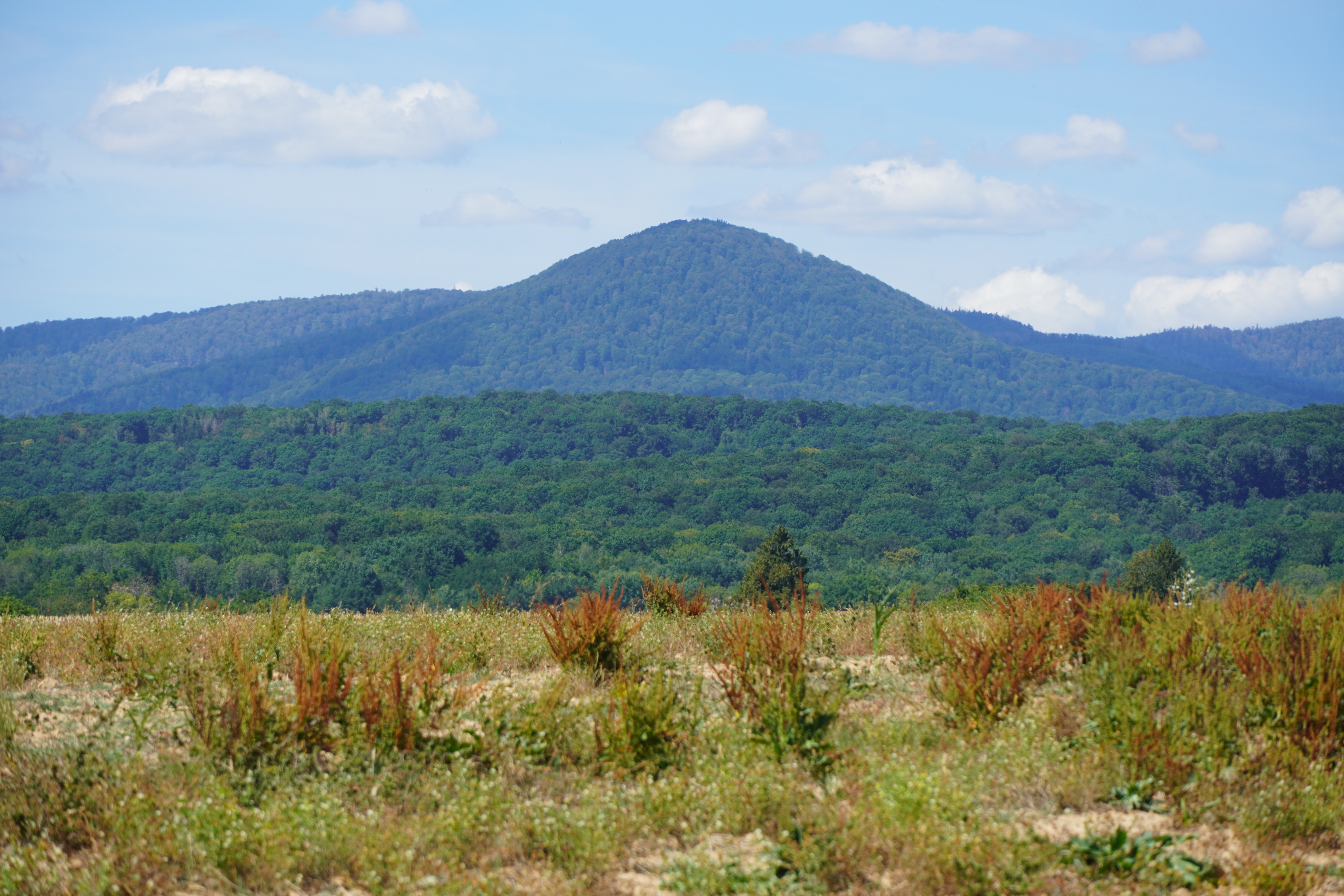
Le Fayé se distinguant de la ligne des Vosges.
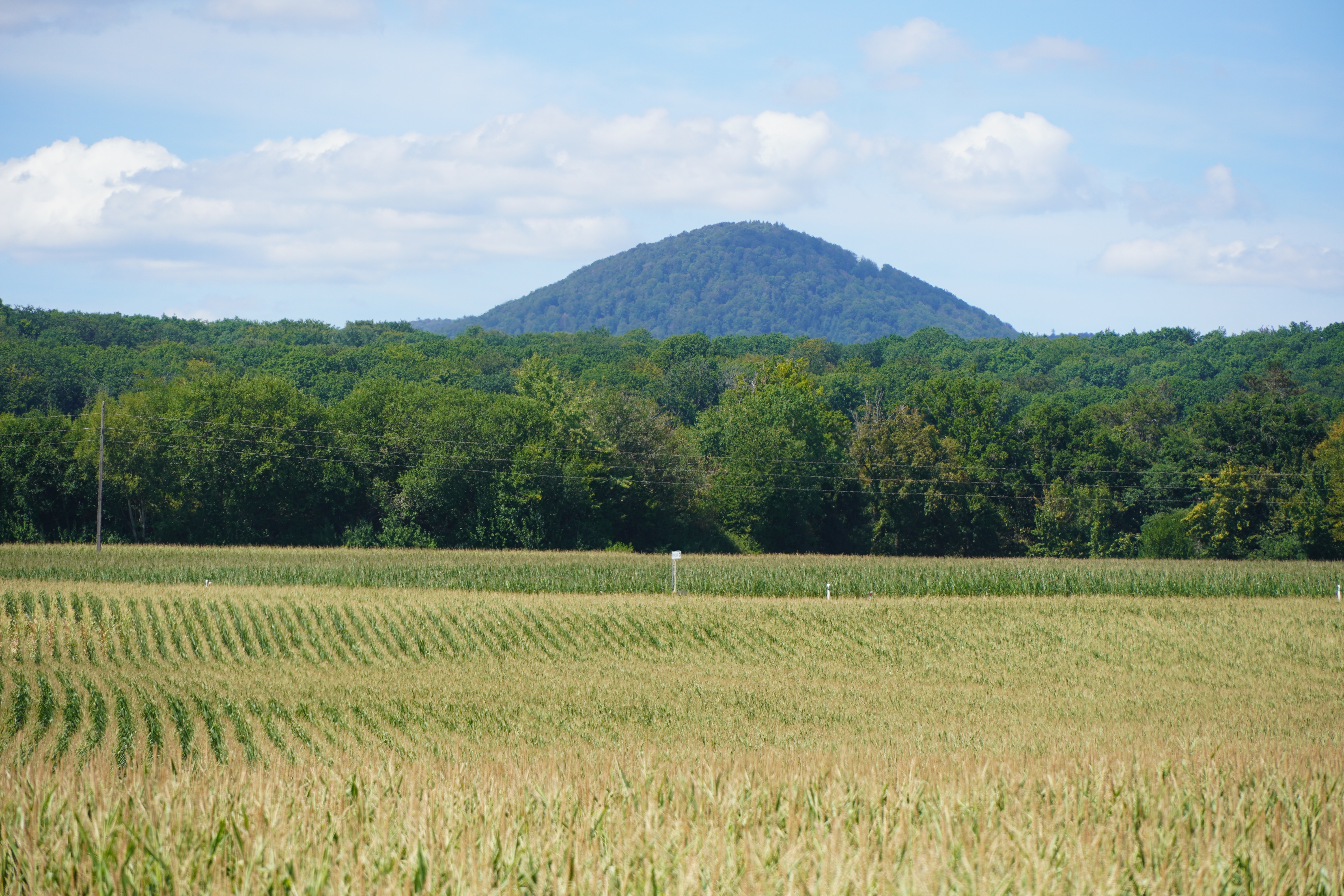
Le sommet émargeant au-dessus d'une forêt.
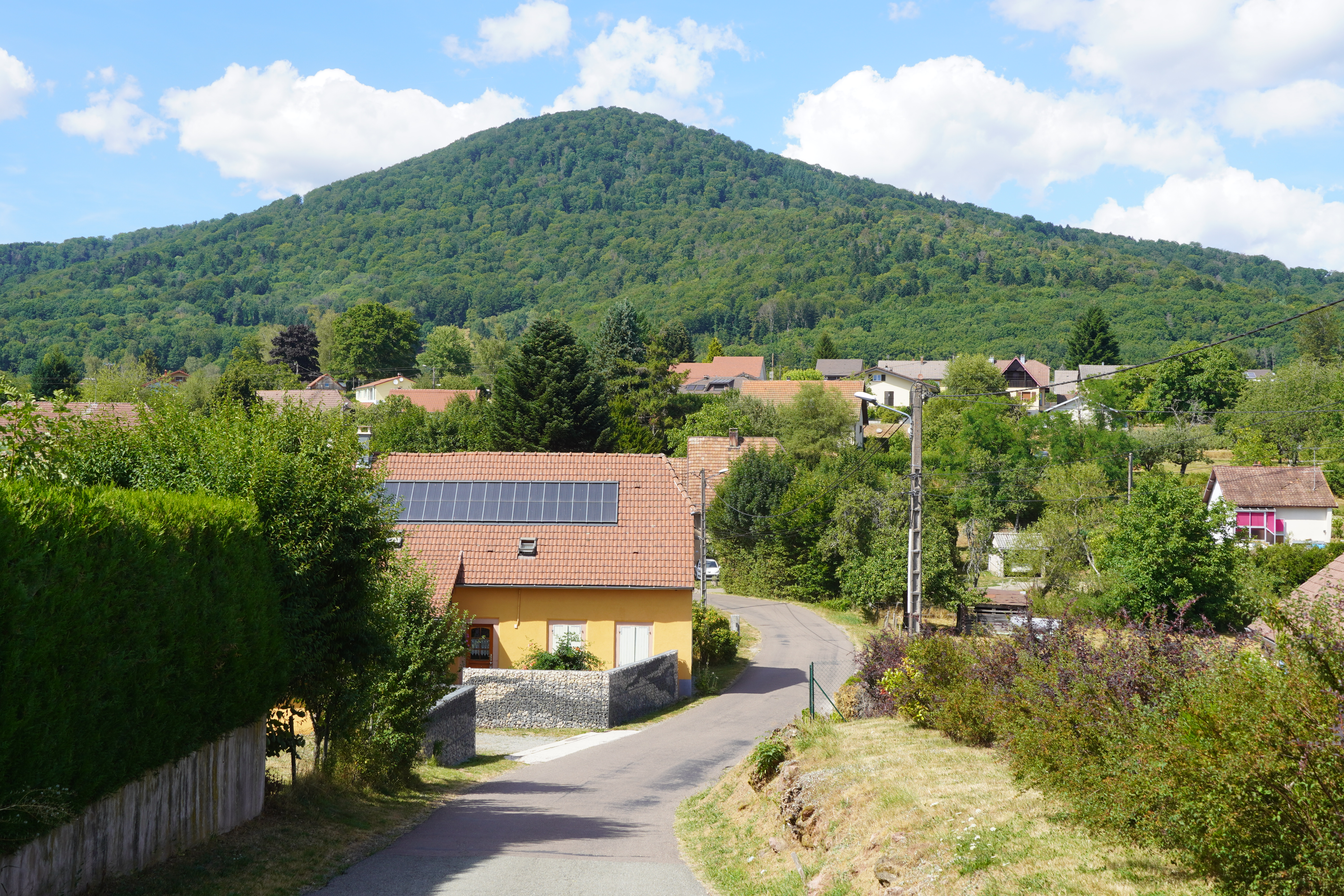
Depuis Petitmagny.

## Histoire
Un projet d’implantation d'éoliennes sur le Fayé est étudié en 2009 et abandonné en 2010 par les principales communes concernées en raison de l'impact paysager, environnemental et économique induit.

## Activités
La chapelle Notre-Dame du Grippot est située sur le flanc sud-ouest du Fayé. Plusieurs sentiers de randonnée permettent de visiter la montagne et cette chapelle,.
Chaque 1er mai est traditionnellement organisée la « montée du Fayé », une marche ayant pour départ cinq villages : Étueffont, Petitmagny, Vescemont, Rougegoutte et Grosmagny.

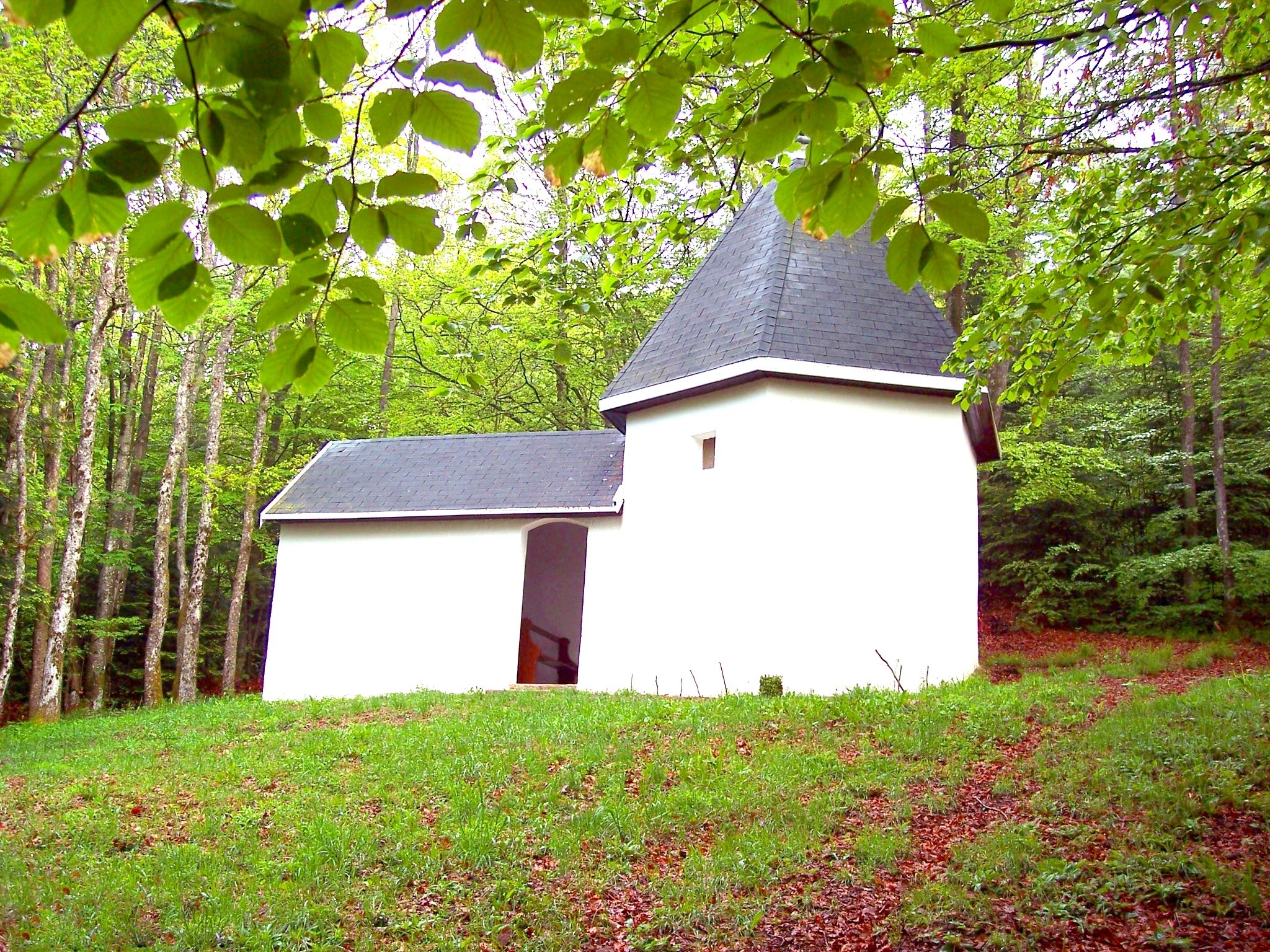
La chapelle Notre-Dame du Grippot.